# 鲍里斯·阿布拉莫维奇·斯卢茨基
鲍里斯·阿布拉莫维奇·斯卢茨基（俄语：Бори́с Абра́мович Слу́цкий，1919年5月7日—1986年2月23日）犹太裔，苏联诗人、翻译家。作品表达对战友的怀念，对阵亡将士的崇敬，描述了战争的艰巨。 1966年签署了反对为斯大林平反的《25人公开信》。